# Étienne Dolet

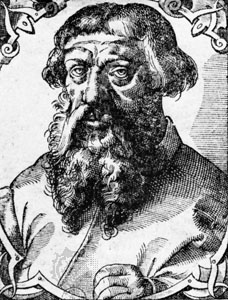
Étienne Dolet na rytině z 16. století

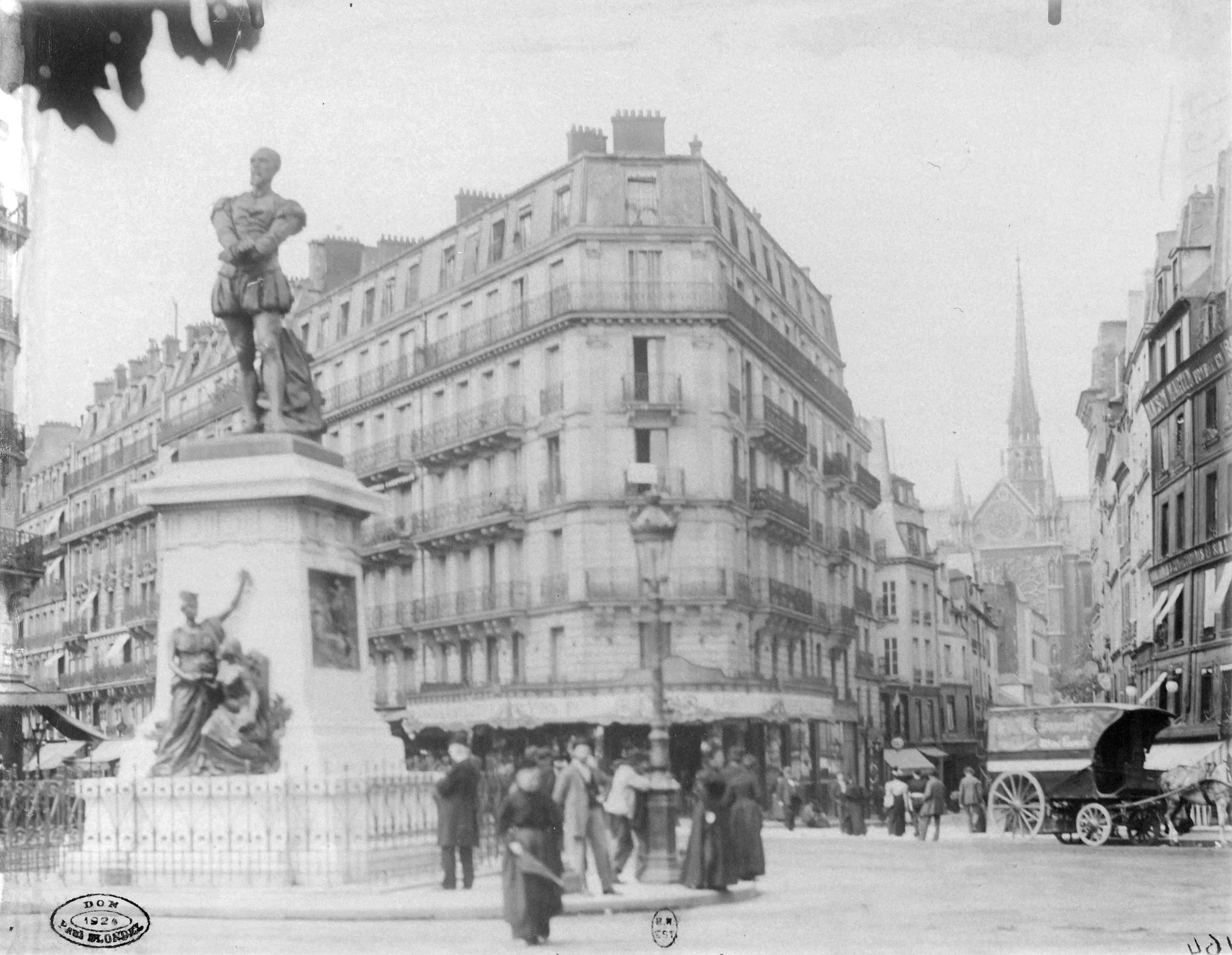
Socha Étienna Doleta na náměstí Maubert v Paříži – fotografie z roku 1899

Étienne Dolet (3. srpna 1509, Orléans – 3. srpna 1546, Paříž) byl francouzský humanista, spisovatel, překladatel, básník a tiskař.

## Život
Narodil se v Orléansu dne 3. srpna 1509. Pozdější pověst ho vyhlásila za nemanželského syna krále Františka I. Vzdělával se v Paříži, Padově, v Benátkách a posléze v Toulouse, kde studoval práva. Tam se zapletl do sporů mezi skupinami studentů a pro smělé řeči byl v roce 1534 uvězněn. Po propuštění žil v Lyonu a v roce 1538 obdržel licenci knihtiskařskou. V letech 1538–1544 vydal v Lyonu přes 80 svazků Terentia, Cicerona, Vergilia a dalších klasických autorů.
Kromě klasických prací vydával i současné svobodomyslné, resp. bezbožné spisy, mezi jinými díla Rabelaise a Marota. Již v roce 1542 byl pro obvinění z ateismu odsouzen jako kacíř k upálení, ale po zásahu vlivných příznivců byl propuštěn. V roce 1544 byl znovu uvězněn, ale podařilo se mu uprchnout do Piemontu. Vrátil se však neprozřetelně do Francie, aby mohl v Lyonu vytisknout dopisy, kterými chtěl apelovat na královu spravedlnost. Byl uvězněn, mučen, označen za zatvrzelého ateistu a dne 3. srpna 1546 (v den svých 37. narozenin) popraven na náměstí Maubert v Paříži. Nejprve byl uškrcen a pak spálen i se svými knihami.
Étienne Dolet „platí za prvního svobodného myslitele francouzského, Baylova předchůdce a mučedníka v zápase o nezávislost ducha". Dne 19. června 1889 byla na náměstí Maubert vztyčena jeho bronzová socha; ta však byla v roce 1942 zabavena okupačními úřady při sběru kovu pro válečné účely a nebyla již obnovena.

## Dílo
Z jeho děl je pozoruhodný etymologický slovník latinského jazyka Commentariorii linguae latinae (1538). V roce 1540 vydal teoretický traktát La manière de bien traduire d'une langue en aultre (Způsob dobrého překladu z jednoho jazyka do druhého), v němž shrnul pět zásad dobrého překladu:
1. dokonale pochopit smysl a látku překládaného díla,
2. ovládat oba jazyky – výchozí i cílový,
3. vyhýbat se doslovnému překladu,
4. používat srozumitelný jazyk bez množství latinismů a novotvarů,
5. dbát o dobrý, uhlazený, elegantní a jednotný styl.[8][9]